# کوه ایدا (ترکیه)
کوه ایدا (به ترکی استانبولی: Mount Ida) یک رشته‌کوه در ترکیه است که در استان بالیکسیر واقع شده‌است. کوه ایدا ۱٬۷۷۳٫۹۶ متر بالاتر از سطح دریا واقع شده‌است.